# Isabelle Durant

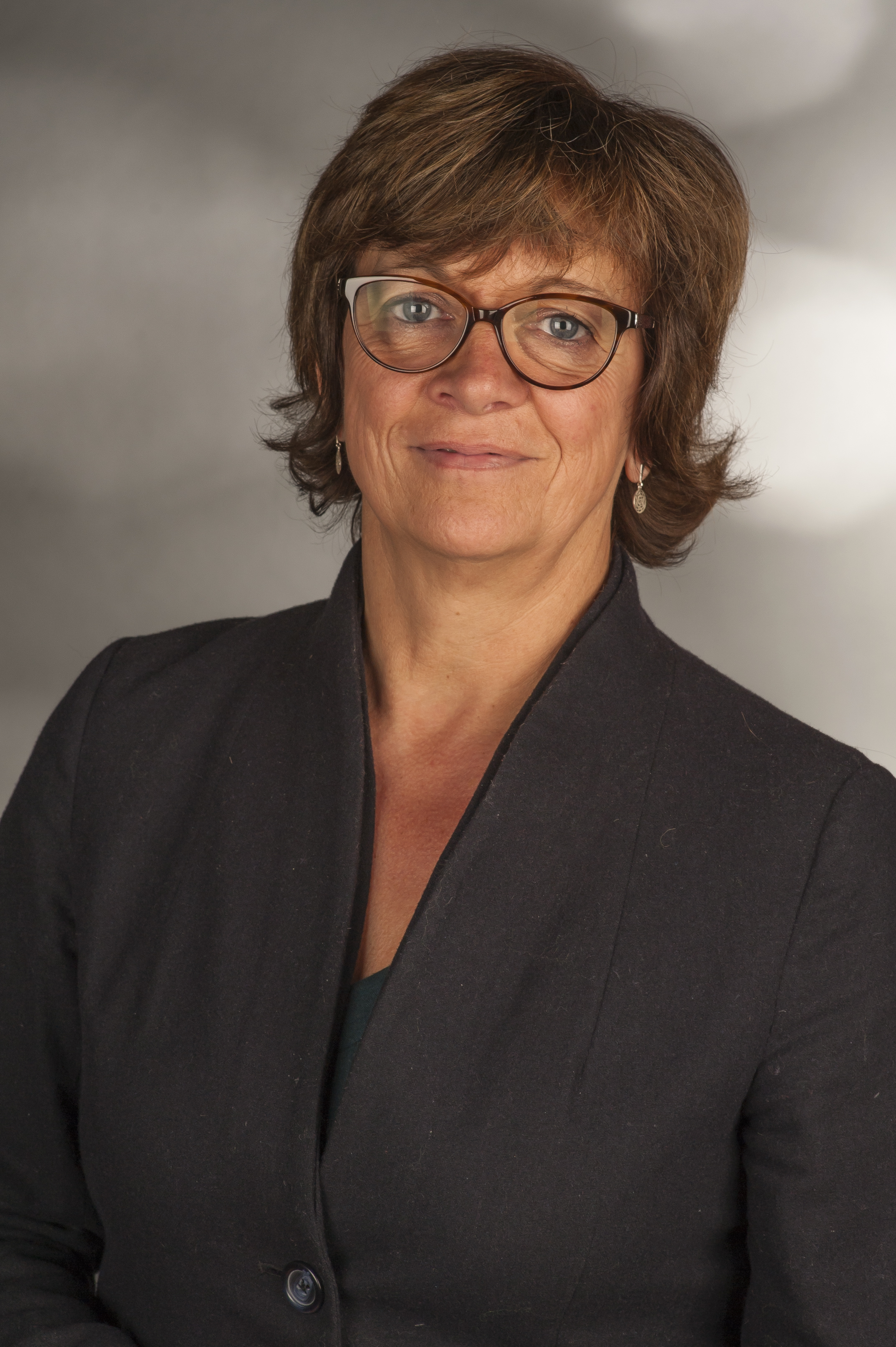
Isabelle Durant (2014)

Isabelle A.J. Durant (* 4. September 1954 in Brüssel) ist eine frankophone belgische Politikerin der grünen Partei Ecolo. Seit 2009 ist sie Mitglied des Europäischen Parlaments.

## Leben
Durant hat einen Universitätsabschluss in Politischer Ökonomie und Sozialwissenschaften. Sie arbeitete in Brüssel als Quartiersmanagerin und gehörte zu den Mitbegründern einer der ersten ökologisch orientierten Parteien in Europa. Seit 1994 ist sie in den Führungsgremien von ÉCOLO präsent.
Von 1999 bis 2003 war sie Vizepremierministerin und Verkehrsministerin in der ersten Regierung Belgiens mit grüner Beteiligung, dem Kabinett I von Guy Verhofstadt. Als grüne Verkehrsministerin veränderte Isabelle Durant den Stellenwert der Verkehrssicherheit völlig zugunsten der Rechte und der Sicherheit von Fußgängern und Radfahrern. Die Anzahl der Verkehrsunfälle sank um 12 Prozent. Anfängliche Kritik an dem von ihr gefordertem Bußgeldkatalog verhinderte nicht, dass die Abstimmung darüber gewonnen wurde: In der Abgeordnetenkammer stimmte niemand dagegen.
Isabelle Durant überraschte im Jahr 2000 mit dem Vorschlag, aus Lärmschutzgründen Nachtflüge abzuschaffen. Protest von den lokalen Betreibern der Flughäfen führte zu einer Krise mit Premier Guy Verhofstadt. Wegen der ablehnenden Haltung der Parti Socialiste in dieser Angelegenheit verließ Isabelle Durant im Mai 2003 die Bundesregierung zusammen mit ihrem Parteigenossen Olivier Deleuze.
Aus dem Anlass der Affäre Clearstream, in der die Deutsche Börse AG verwickelt war, entwickelte sie 2004 zusammen mit dem sozialistischen Senator Jean Cornil eine Gesetzesinitiative zur Untersuchung und Bekämpfung von Steuerhinterziehung.
Momentan ist Isabelle Durant Mitglied im belgischen Senat und im Föderationssekretariat von Ecolo.
Sie war Kandidatin für das Amt des Bürgermeisters in Schaarbeek bei den Gemeinderatswahlen im Oktober 2006.
Bei der Europawahl 2009 wurde Durant als Abgeordnete in das Europäische Parlament gewählt. Im September 2010 war sie an der Gründung der Spinelli-Gruppe beteiligt, die sich für den europäischen Föderalismus einsetzt.
Für 2016 wurde ihr der European Railway Award zugesprochen.
Im Juni 2017 beschloss der Generalsekretär der Vereinten Nationen, António Guterres, in Absprache mit Mukhisa Kituyi, Durant zum stellvertretenden Generalsekretär der Konferenz der Vereinten Nationen für Handel und Entwicklung (UNCTAD) zu ernennen. Durant folgte Joakim Reiter. Am 16. Februar 2021 löste Durant Mukhisa Kituyi an der Spitze der Organisation ab und wurde amtierender Generalsekretär.

## Politische Funktionen
- 1994–1999: Bundesgeschäftsführerin und Sprecherin von ECOLO (zusammen mit Jacky Morael und Daniel Josse, gefolgt von Jacky Morael und Jean-Luc Roland)
- 13. Juni 1999–12. Juli 1999: Mitglied im Brüsseler Regionalrat
- 29. Juni 1999–12. Juli 1999: Mitglied im Rat der frankophonen Gemeinschaft
- 1999–2003: Vizepremierminister und Verkehrsminister der belgischen Bundesregierung
- seit dem 18. Mai 2003: Senatorin
- seit Juli 2004: Ko-Vorsitzende von ÉCOLO
- seit 2009: Mitglied des Europäischen Parlaments

Durant ist Mitglied der Fraktion der Grünen und Vizepräsidentin des EU-Parlaments.
In folgenden Ausschüssen und Delegationen ist sie Mitglied:
Präsidium des Europäischen Parlaments, Haushaltsausschuss, Delegation für die Beziehungen zu Israel, Delegation für die Beziehungen zu Iran, und in der Delegation in der Paritätischen Parlamentarischen Versammlung AKP-EU.